# Konjska glava (maglica)
Konjska glava (Barnard 33) je tamna maglica lako prepoznatljiva oblika smještena u zviježđu Orion, južno od zvijezde Alnitak, udaljena od Zemlje oko 1 500 svjetlosnih godina. Otkrila ju je W. Fleming 1888. Dio je većega Orionova kompleksa molekularnih oblaka. Sadrži hladne guste plinove (do danas je otkriveno oko 100 vrsta) i prašinu građenu od velikih i složenih organskih molekula. Zauzima prostor promjera približno 16 svjetlosnih godina, a ukupna masa joj je oko 300 puta veća od Sunčeve. Iza tamne maglice nalazi se užareni vodik ružičastocrvene boje. Svijetle točke u maglici su zvijezde u nastajanju.

## Tamne maglice
Tamna maglica je neprozirni hladni međuzvjezdani oblak plina i prašine nepravilnog oblika i nejasnih granica. Vidi se kad zaklanja svjetlost pozadinskih zvijezda kao Vreća ugljena u zviježđu Križu ili kad zaklanja svjetlost emisijskih maglica kao Konjska glava. Prosječna je temperatura tamne maglice od 10 do 100 K, a unutrašnjost je znatno hladnija (od 7 do 15 K) od vanjskih dijelova. Može sadržavati i više od milijun Sunčevih masa tvari i zauzimati prostor promjera većeg od 600 svjetlosnih godina. Prosječna je gustoća maglice od 100 do 300 molekula po kubičnom centimetru, a na pojedinim mjestima može dosegnuti 100 000 molekula po kubičnom centimetru. Plinove maglice čine vodik, helij, amonijak, formaldehid, ugljikov monoksid i više od 150 različitih vrsta molekula. Čestice prašine obložene su smrznutim ugljikovim monoksidom i kisikom, koji apsorbiraju vidljivu svjetlost pa se unutrašnjost maglice može promatrati samo u području infracrvenog i mikrovalnog zračenja.

## Slike
|                                                                                       |                                                                         |                                                              |
| Međuzvjezdana prašina maglice Konjske glave kako je otkrio Svemirski teleskop Hubble. | Orionov pojas i maglice Plamen (lijevo) i Konjska glava (donje lijevo). | Maglice Plamen i Konjska glava snimljeni amaterskom opremom. |

## Vanjske poveznice
|  | Zajednički poslužitelj ima još gradiva o temi Konjska glava (maglica) |